# Tr20
Паровоз Tr20 (Towarowe (пол. Товарный), осевая характеристика — r (1-4-0), 1920 году) — польский грузовой паровоз типа 1-4-0.
После окончания Первой мировой войны железные дороги Польши находились в упадке. Благодаря помощи Франции, которая поставила около 100 паровозов и 2000 вагонов, железнодорожное хозяйство стало постепенно восстанавливаться. Однако имеющиеся паровозы были уже недостаточно мощными, поэтому было решено заказать партию более современных паровозов типа 1-4-0, но достаточно простой конструкции и удобных в ремонте. Так как европейские заводы были не готовы выполнить такой заказ, польское правительство обратилось за помощью в США. В 1919 году на американский заводу Baldwin поступил заказ на 150 паровозов, а уже в 1920 году локомотивы прибыли морским путём в Польшу. Позже были заказаны ещё 25 паровозов, которые поступили в Польшу до 1922 года. Все 175 паровозов, которые получили обозначение серии Tr20, были направлены в локомотивные депо близ Варшавы.
В 1939 году после начала Второй мировой войны восточная часть Польши перешла под управление Советского Союза. Крупная партия паровозов Tr20 (по советским данным — 61 шт, по немецким — 88) попала на советские железные дороги, где их перешивали на колею 1524 мм и присваивали обозначение серии Тр20 (латиницу заменили на кириллицу).